# Lionel Logue
Lionel George Logue, (ur. 26 lutego 1880 w Adelaide, zm. 12 kwietnia 1953 w Londynie) – australijski logopeda znany ze swych niekonwencjonalnych metod terapii, które przyczyniły się do wyleczenia dolegliwości brytyjskiego króla Jerzego VI. Odznaczony Królewskim Orderem Wiktoriańskim.

## Życiorys
Logue był najstarszym spośród czworga rodzeństwa, jego rodzicami byli piwowar George Edward Logue oraz Lavinia Rankin. W latach 1889–96 uczęszczał do Prince Alfred College w Adelajdzie, gdzie dykcji uczył go Edward Reeves, którego asystentem został w 1902 roku. Studiował muzykę na University of Adelaide. Dorabiał także w kopalni złota w Kalgoorlie.
Karierę zawodową rozpoczął w Perth, gdzie zajmował się nauczaniem dykcji i poprawnej wymowy, umiejętności wygłaszania publicznych wystąpień i recytacji. Założył także klub dla mówców.
W 1911 roku Logue wyruszył w podróż dookoła świata, w celu poznania wielu różnych metod radzenia sobie z publicznymi przemówieniami. Po Wielkiej Wojnie wrócił do Perth, by opracować nowe zabiegi dla weteranów, którzy po tragedii wojny przywieźli ze sobą problemy z wysławianiem się, nie mogąc poradzić sobie z przeszłością. Oprócz zwykłych w takich sytuacjach ćwiczeń fizycznych, terapię Logue’a wyróżniała nadludzka cierpliwość, sympatia i humor.
W 1924 roku, wraz z żoną i trzema synami, Logue przeniósł się do Londynu, gdzie nauczał w wielu okolicznych szkołach. Dwa lata później otworzył prywatny gabinet przy Harley Street 146 w Londynie. Część zarobionych tam pieniędzy przeznaczał na terapię dla pacjentów, których nie było stać na zapłacenie honorarium.
W 1935 roku współzałożył Brytyjskie Stowarzyszenie Logopedów, a w 1944 Szkołę Logopedów.

## Terapia króla Jerzego VI
Przed objęciem tronu książę Yorku Albert bał się wystąpień publicznych oraz jąkał się. Do najbardziej nieudanych przemówień zalicza się przemówienie końcowe na wystawie Imperium Brytyjskiego na Wembley 31 października 1925 roku. Doświadczenie zmusiło księcia Alberta do terapii u wielu różnych logopedów, lecz dopiero leczenie u Lionela Logue’a odniosło pożądane skutki. Logue zdiagnozował u księcia słabą koordynację między krtanią a przeponą. Na terapię składały się głównie codzienne, jednogodzinne ćwiczenia wokalne i relaksacyjne. Już w 1927 roku, podczas otwarcia Australijskiego Parlamentu w Canberze, książę mówił pewnie, okazjonalnie tylko doznawał krótkich pauz.
Logue kontynuował swą pracę z królem w latach 30. i 40. Pomagał mu w czasie wielu przygotowań do przemówień (m.in. koronacji), a także audycji radiowych w czasie II wojny światowej.
Obaj mężczyźni zostali przyjaciółmi do końca życia. W zamian za osobiste zasługi dla króla, Jerzy VI odznaczył Logue’a 11 maja 1937 roku Królewskim Orderem Wiktoriańskim w stopniu Kawaler Orderu (Member of Victorian Order), a następnie w 1944 roku awansował go do rangi Komandora Orderu (Commander of Victorian Order).

## Życie prywatne

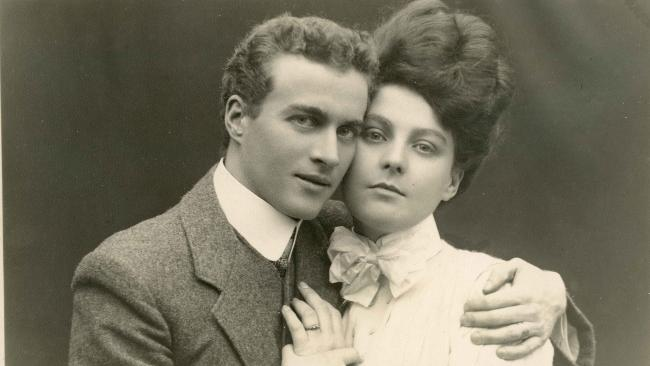
Logue z przyszłą żoną Myrtle Gruenert (Perth, 1906)

Lionel 20 marca 1907 roku, w katedrze Św. Jerzego w Perth, poślubił Myrtle Gruenert - 21-letnią urzędniczkę, z którą miał później trzech synów.
Przez większość swojego życia Logue był chrześcijaninem, lecz po śmierci żony w 1945 roku, zaczął poważnie interesować się spirytyzmem. Zmarł w Londynie 12 kwietnia 1953 roku, a jego szczątki poddano kremacji.

## W kulturze
Wnuk Lionela - Mark Logue, napisał wraz z Peterem Conradi książkę o relacji swego dziadka z księciem Yorku, późniejszym królem Jerzym VI, którą zatytułowali „The King’s Speech: How One Man Saved the British Monarchy” (tłum. „Królewskie przemówienie: Jak pewien człowiek uratował brytyjską monarchię”). Na jej podstawie w 2010 roku, Tom Hooper nakręcił film "Jak zostać królem", w którym w rolę Logue’a wcielił się Geoffrey Rush.